# Civilization (Tony Williams)
| Recensione | Giudizio |
| ---------- | -------- |
| AllMusic   |          |

Civilization è un album discografico del batterista jazz statunitense Tony Williams, pubblicato dalla casa discografica Blue Note Records nel 1987.

## Tracce

### LP
Tutti i brani sono stati composti da Tony Williams
Lato A
1. Geo Rose – 7:22
2. Warrior – 5:32
3. Ancient Eyes – 5:27
4. Soweto Nights – 6:27

Lato B
1. The Slump – 6:27
2. Civilization – 4:26
3. Mutants on the Beach – 5:55
4. Citadel – 6:43

## Musicisti
- Tony Williams - batteria, drum machine
- Wallace Roney - tromba
- Billy Pierce - sassofono soprano, sassofono tenore
- Mulgrew Miller - pianoforte
- Charnette Moffett - basso

Note aggiuntive
- Tony Williams e David Cole - produttori
- Lee Ethier - coordinatore alla produzione
- Registrazioni effettuate al Capitol Studios, Studio B il 24, 25 e 26 novembre 1986
- David Cole - ingegnere delle registrazioni
- Rimasterizzazione effettuata da Wally Traugott al Capitol Records
- Programmazione di Bryan Bell
- Tom Bonauro - design copertina
- Michele Clement - foto copertina[2]